# Castell de Calce
El Castell de Calce és un castell medieval d'estil romànic dels segles XII-XIV situat en el poble de Calce, del terme comunal del mateix nom, a la comarca del Rosselló, de la Catalunya del Nord.
Està situat al bell mig del poble de Calce, en el seu punt més alt, al costat nord-oest de l'església parroquial de Sant Pau.

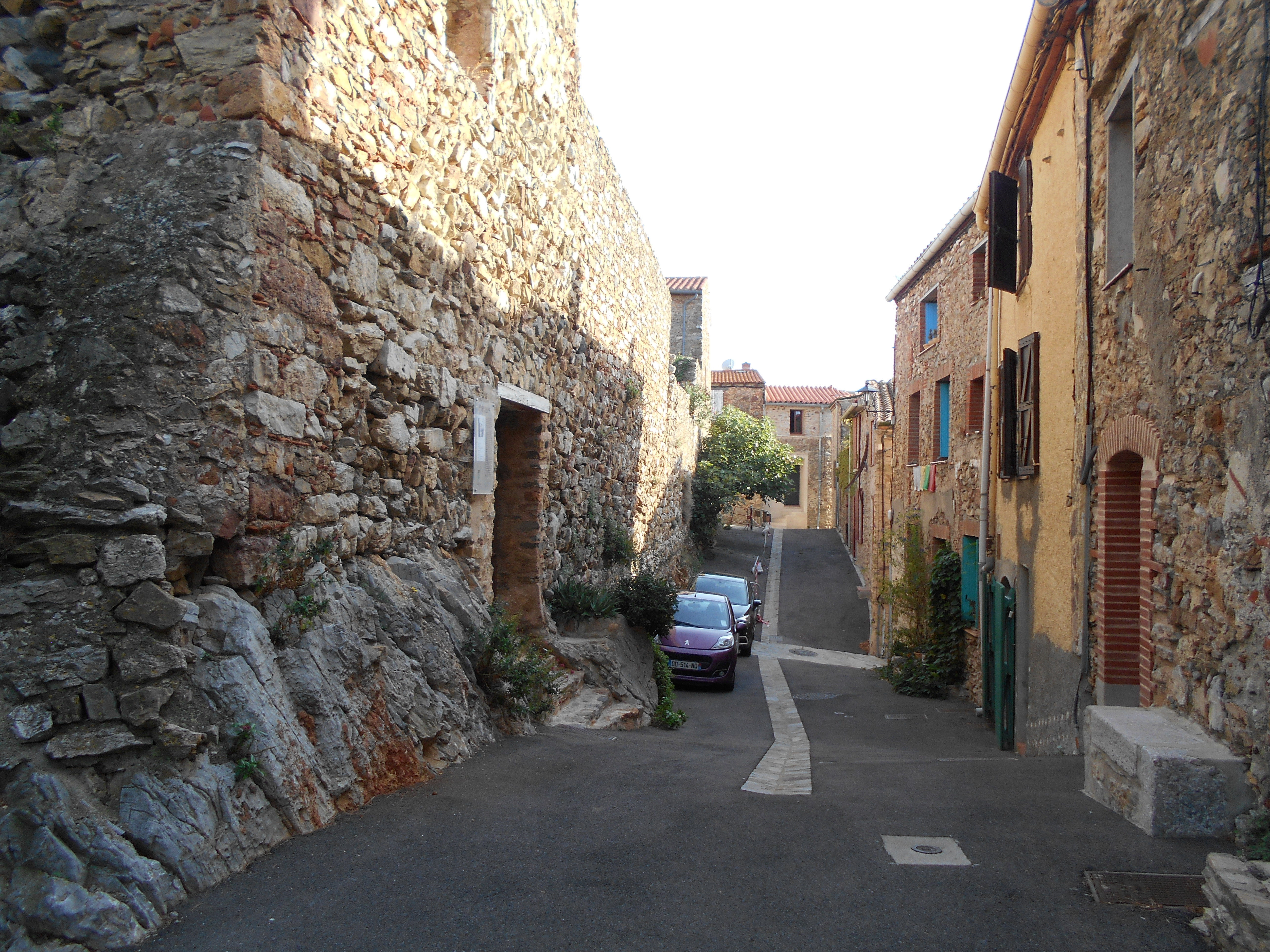
Façana oest del castell

## Història

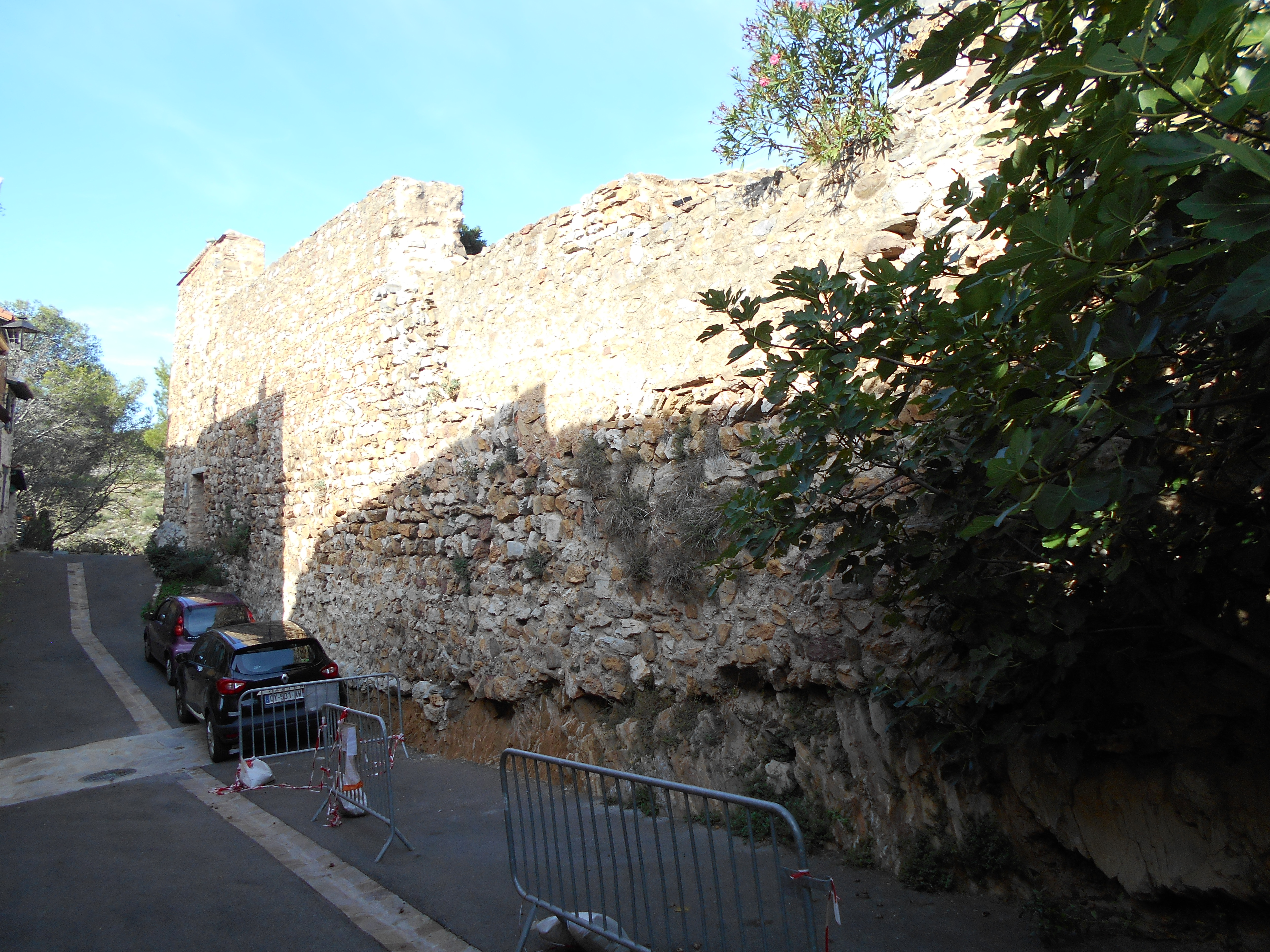
Façana de ponent

El lloc de Calce és esmentat per primer cop el 843 com a afrontació del terme de Baixàs, quan tenia consideració de vilar: villare que dicunt Calceno. El 988 apareix com a Cauce, que remet a la presència de roques calcàries i de forns de calç en el poble i terme de Calce. Surt esmentat diversos cops en documents de donació d'alous, fins que el segle xiii els senyors de So afirmen tenir-hi drets senyorials: Geralda de Cortsaví, vídua de Guillem de So, mort el 1308, en reivindica la possessió davant del rei, Sanç de Mallorca. El 1335 Jaume III de Mallorca cedí a Bernat de So els castells de Calce i de Millars. Amb la caiguda del Regne de Mallorca, Calce tornà al poder reial. Pere el Cerimoniós nomenà el 1344 castlà de Calce Ramon Ferrer de Figueres, i el 1370, el mateix rei vengué la senyoria a Arnau I de Verniola; aquesta família conservà aquesta senyoria fins a principis del segle xv, quan morí Francesc de Verniola i el seu successor fou Pere del Viver. Els de Viver en foren senyors fins a finals del xvii, quan els substituí una branca dels Oms, aquests ja fins a la Revolució Francesa. Tadeu Ramon Antoni d'Oms en fou el darrer titular.

## Descripció

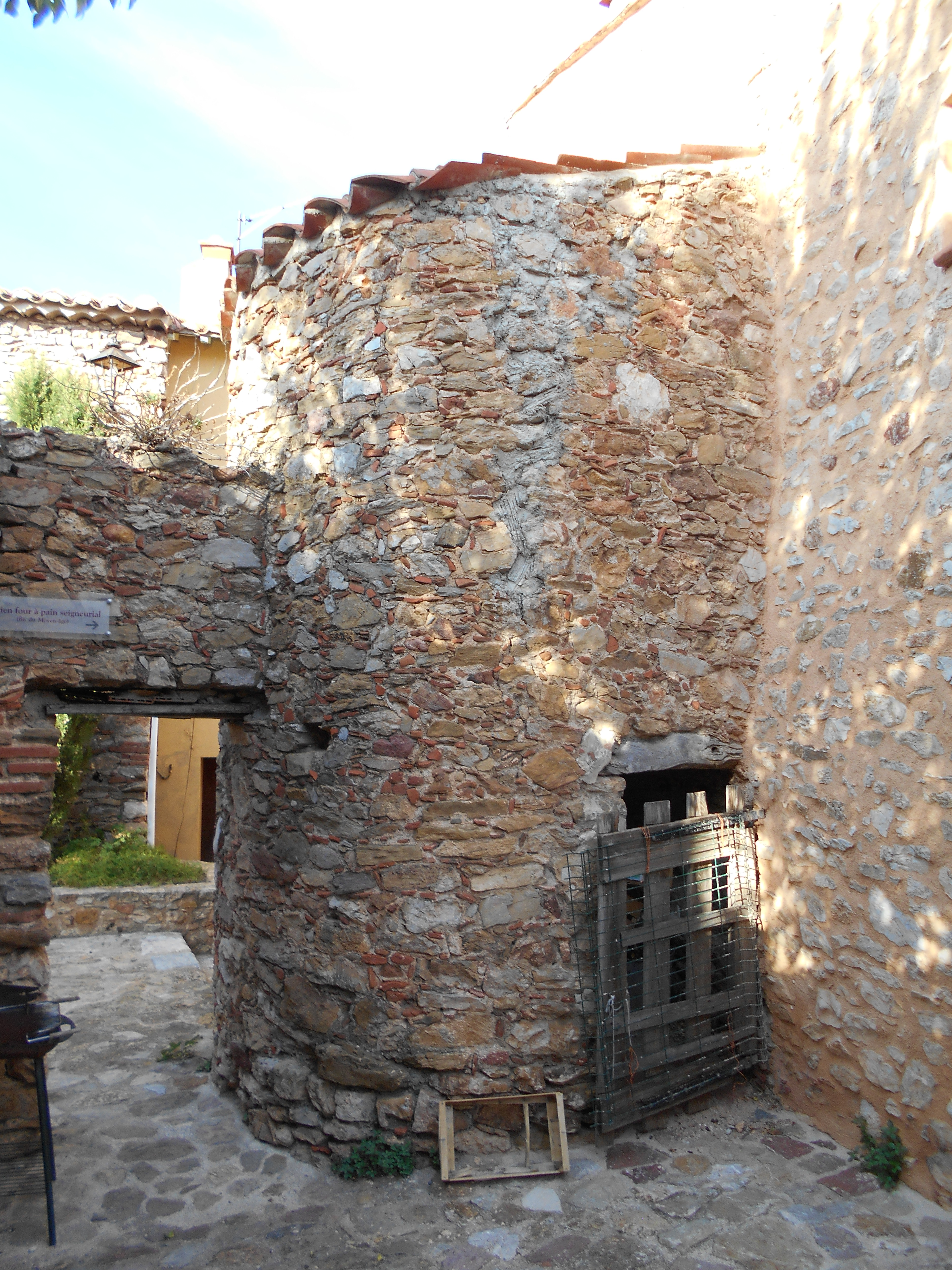
Possible torre mestra del castell

El castell, en ruïnes, presenta un recinte rectangular de 60 per 40 metres, assentat directament sobre un sòcol rocós d'esquist, en part calcari. Els murs tenen un gruix d'1,63 a la part baixa i 1,35 al primer pis. L'aparell és d'esquist, disposat en espina de peix en molts trossos, i pedres cantoneres tallades. Al sud hi ha unes espitlleres llargues, d'1,2 m i al nord, a l'altura del primer pis, unes de 0,3. La muralla nord és la més ben conservada, i s'hi troben dos grans finestrals amb arcs de mig punt, fets amb carreus de marbre policrom, possiblement del segle xiv.
La porta principal, ara tapiada, era a l'angle nord-est; presenta uns muntants de gres roig o bru d'Espirà de l'Aglí, i s'hi veuen nombroses restes del parament original, que devia incloure un rastell, així com uns encaixos defensius de la mateixa porta. Segurament una torre quadrada amb matacà coronava aquell fragment de muralla. A l'interior, un passadís amb volta de canó duia a la porta de la sala senyorial, feta amb marbre blanc. Diversos elements foren refets els segles xiii i XIV, quan el castell encara estava en ús. Els materials emprats i les tècniques d'ús fan remuntar el castell al segle xii, majoritàriament.